# سیارک ۱۷۰۴۴
سیارک ۱۷۰۴۴ (به انگلیسی: 17044 Mubdirahman، نامگذاری:1999FZ30) هفده هزار و چهل و چهارمین سیارک کشف شده‌است که در ۱۹ مارس ۱۹۹۹ کشف شد.
قدر مطلق سیارک برابر ۱۴.۸ است.